# Hulstina quinquelinearia
Hulstina quinquelinearia là một loài bướm đêm trong họ Geometridae.